# Фу Чжихуань
Фу Чжихуа́нь (род. в марте 1938 года, Хайчэн, Аньшань, пров. Ляонин, Маньчжоу-го) — в 1998—2003 гг. министр железных дорог КНР. Академик Китайской инженерной академии.
Член Коммунистической Партии Китая с 1966 года, член ЦКПД 14 созыва, член ЦК КПК 15 созыва.
Окончил факультет электрификации железных дорог МИИТа, где учился в 1956—1961 гг.
С 1991 года заместитель, в 1998—2003 гг. министр железных дорог КНР.
В 2003—2008 гг. председатель Финансово-экономического комитета ВСНП.